# Acetylacetonát měďnatý
Acetylacetonát měďnatý, zkráceně Cu(acac)2, je měďnatý komplex s acetylacetonátovými (acac) ligandy, patřící mezi acetylacetonáty kovů, modrá pevná látka rozpustná ve vodě. Má, jak bylo zjištěno rentgenovou krystalografií, čtvercově rovinné Cu centrum.
Jednotlivé krystaly této sloučeniny vytvářejí uzlovité struktury. Tato flexibilita je způsobována vnitromolekulárními silami.